# Cultura LGBT en México
En la cultura mexicana, hoy en día es relativamente común ver a personas LGBT representadas en comedias de situación o telenovelas y ser tema de discusión en programas de entrevistas. Las representaciones de hombres gais son muy variadas. Algunas incluyen versiones estereotipadas de afeminamiento masculino con la intención de hacer reír a los espectadores, mientras otras son representaciones destinadas a aumentar la conciencia social y generar una mayor aceptación de la homosexualidad. Sin embargo, los esfuerzos para representar a mujeres lesbianas han sido casi inexistentes, lo que podría estar relacionado con la invisibilidad más general de las subculturas lésbicas en México.
Antes de la aparición de figuras LGBT prominentes como el cantautor Juan Gabriel, el artista Juan Soriano y el ensayista Carlos Monsiváis, la homosexualidad era un tema oculto que no era mencionado en los medios de comunicación. Desde 1987 se lleva a cabo la semana cultural lésbico gay en la Ciudad de México con el apoyo de un museo cultural perteneciente a la prestigiosa Universidad Nacional Autónoma de México (UNAM).

## Arte
El arte y los medios visuales en México se han utilizado a lo largo de los siglos XIX y XX y se han vuelto esenciales para la forma en que México ve su identidad en torno a factores como el género y la sexualidad.
Varios artistas bisexuales u homosexuales eran reticentes de expresar su deseo sexual en un contexto de poca tolerancia. Agustín Lazo Adalid (1886–1971), pionero del surrealismo en el arte mexicano, miembro de Los Contemporáneos, y amante de Villaurrutia, se abstuvo de pintar desnudez masculina, incluso al tomar en cuenta que su homosexualidad era conocida.
Solo tres pinturas de Alfonso Michel (1897–1957), otro miembro de Los Contemporáneos, muestran desnudez masculina de manera sutilmente erótica. Michel era homosexual y su adinerada familia apoyó sus perpetuas andanzas por el mundo para evitar un escándalo en el medio conservador de Colima, donde creció. Manuel Rodríguez Lozano (1896-1971), otro miembro de Los Contemporáneos, nunca ocultó su homosexualidad y la expresó con gran franqueza en dibujos y pinturas. Su estudio atrajo a pintores más jóvenes, entre ellos Abraham Ángel (1905-1924), Julio Castellanos (1905-1947) y Ángel Torres Jaramillo (1912-1937), con quienes Lozano mantuvo relaciones.
Frida Kahlo (1901–1954) es una de las artistas más importantes del arte moderno mexicano . Se ha convertido en un icono gay por su carácter luchador e inconformista. Su trabajo es visto tanto por artistas como por críticos como una contribución crucial a la deconstrucción de las prerrogativas masculinas en el mundo del arte y al reconocimiento de la diversidad sexual y de género como objetos legítimos de representación visual.
Rodolfo Morales (1925–2001) fue un famoso pintor surrealista. Hasta su muerte, Morales fue considerado como uno de los más grandes artistas vivos de México. Otros pintores y artistas visuales LGBT son Roberto Montenegro, Nahum B. Zenil, Julio Galán, Roberto Márquez y Carla Rippey.

## Cine

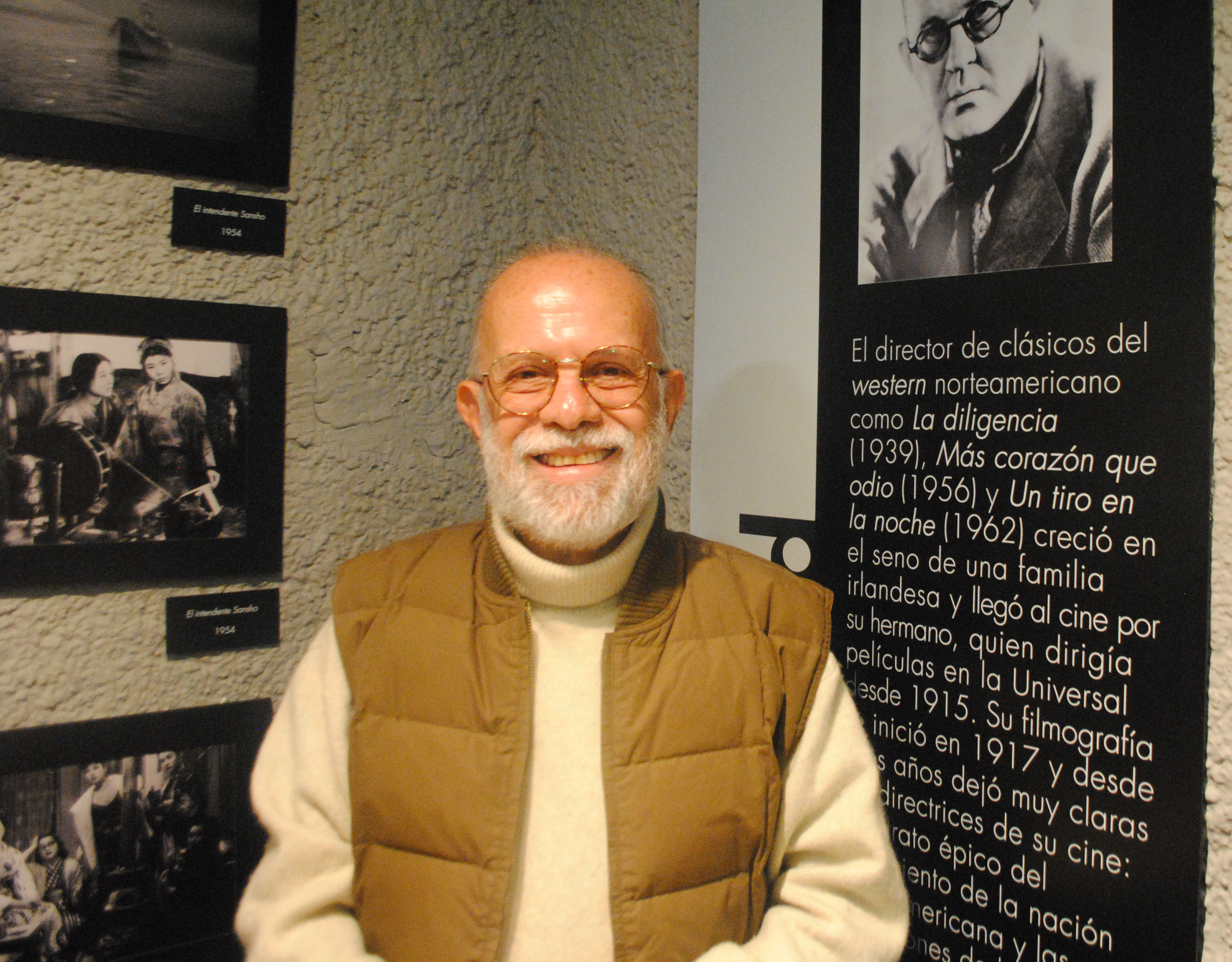
Jaime Humberto Hermosillo en 2015.

Representaciones de hombres exageradamente afeminados han existido en el cine mexicano al menos desde 1938, cuando se estrenó la película La casa del ogro, y continuaron apareciendo como forma de generar risa en el público. Otro ejemplo es la película Fin de fiesta (1972), en la que Doña Beatriz, quien interpresa el papel de una madre (interpretada por Sara García), mata a golpes a su hijo gay.
La primera representación positiva de un personaje gay tuvo lugar en El lugar sin límites, un filme de 1978 dirigido por Arturo Ripstein y basado en la novela homónima del chileno José Donoso. El personaje de la Manuela, interpretado por Roberto Cobo, emerge como una figura trágica que es a la vez deseada y victimizada por los personajes machistas de un pueblo. Unos años más tarde, Doña Herlinda y su hijo (1985) mostró a la primera pareja del mismo sexo en la historia del cine mexicano, en una trama en que luchaban contra las presiones familiares para sobrevivir.
Películas como Danzón (1991), de María Novaro; Miroslava (1993), de Alejandro Pelayo; El callejón de los milagros (1995), de Jorge Fons; o Y tu mamá también (2001), de Alfonso Cuarón, incorporaron momentos homoeróticos como temáticas secundarias en sus tramas o de manera ambigua.
Hacia la década de 1990 y principios de 2000, El callejón de los milagros e Y tu mamá también abordaron temáticas gay y obtuvieron gran éxito internacional. La película Temporada de patos (2004), por su lado, mostró a un adolescente que descubre su homosexualidad. Jaime Humberto Hermosillo, director de cine abiertamente gay, fue reconocido por sus aportes al cine mexicano. Otro director que ha explorado temáticas LGBT ha sido Julián Hernández Pérez, en películas como Mil nubes de paz cercan el cielo (2003) y El cielo dividido (2006), que muestran relaciones de pareja a través de la visión del deseo entre personas del mismo sexo. Ninguno de los personajes de estas películas adoptaron los estereotipos afeminados que habían sido comunes en el cine mexicano durante décadas.
A principios de 2006, el primer Festival Internacional de Cine Gay de México tuvo lugar en la Ciudad de México y contó con la asistencia de más de 5.000 espectadores. Según su director, Alberto Legorreta, el evento nació de la voluntad de “crear espacios de diálogo, contemplación y crítica artística de la temática gay en México”.

## Literatura

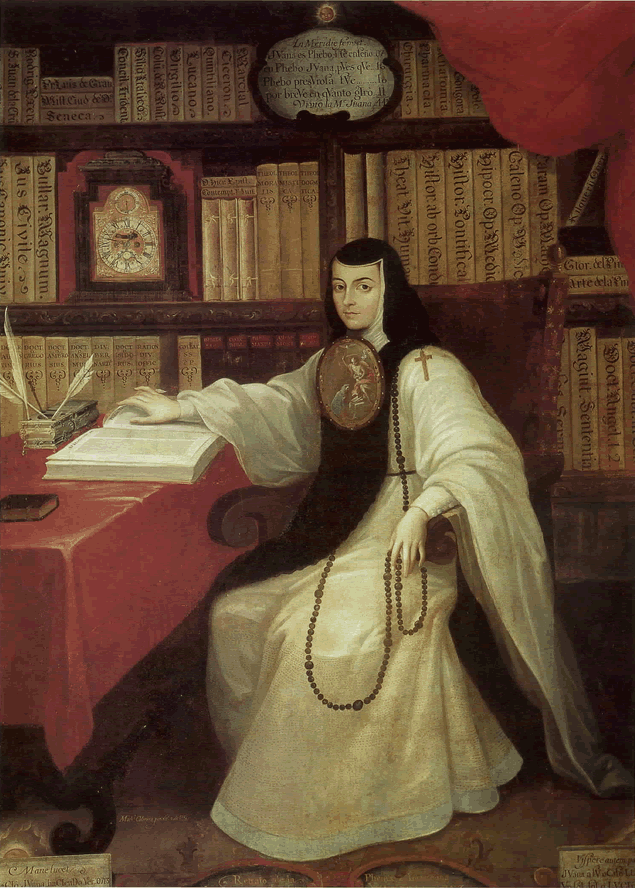
Sor Juana Inés de la Cruz fue una monja mexicana considerada por muchos como lesbiana y como la mayor poeta lírica del período colonial.

El campo de la literatura en México ha sido particularmente propicio para la difusión de los temas de la homosexualidad y para las inscripciones de las sensibilidades gay y lesbiana en términos estéticos. El diario de José Toledo (1964), escrito por Miguel Barbachano Ponce, es considerado como la primera novela mexicana en inscribir abiertamente la homosexualidad en la literatura. Rosamaría Roffiel, periodista y escritora autodidacta abiertamente lesbiana, escribió el libro Amora (1989), al que se le atribuye ser la primera novela lésbica publicada en México, es decir, la primera novela que habla abiertamente del lesbianismo y lo sitúa en primer plano.
A pesar de los prejuicios sociales en décadas y siglos pasados, algunas personas LGBT pudieron vivir una vida bastante abierta y granjear éxito, especialmente en los campos de la literatura y artes. Sor Juana Inés de la Cruz (1648-1695), considerada la poeta lírica más grande del período colonial (1521-1821), fue una monja mexicana que muchos consideran que fue lesbiana debido a los apasionados poemas de amor que le dirigió a su benefactora Leonor Carreto, esposa del virrey Antonio Sebastián de Toledo, y su mordaz crítica al abuso de poder masculino contra las mujeres.
Salvador Novo (1904-1974) fue un poeta y miembro del grupo de vanguardia Los Contemporáneos, que escribió Nuevo amor (1933), considerado como una de las mejores colecciones de poesía escritas en español. Su amigo cercano Xavier Villaurrutia (1903-1950), otro miembro destacado de Los Contemporáneos, fue poeta y dramaturgo, considerado como uno de los mejores escritores modernos de México y uno de los principales críticos de cine y arte. Su obra Nocturno de los ángeles (1936) es uno de los libros más destacados de la literatura gay del siglo XX en América Latina.
Luis Zapata Quiroz (1951–2020) fue el escritor gay más célebre de México de las últimas décadas, cuyas dos primeras obras marcaron el comienzo del auge de la literatura gay en México en la década de 1980. Su trayectoria literaria ha sido marcada por una creciente autoexposición, conectada con su propia salida del armario. Ha sido criticado por perpetuar estereotipos del hombre gay como un sujeto trágico, aunque nunca retrató la homosexualidad de forma negativa.
El antólogo y periodista Carlos Monsiváis (n. 1938), uno de los autores más respetados de América Latina y conocido como cronista y ensayista, ha mezclado ambos géneros para describir y explicar la complejidad de la sociedad mexicana contemporánea, especialmente el de la Zona Metropolitana de la Ciudad de México. Dentro de estos parámetros, Monsiváis reconoce su identidad gay, aunque no es el centro de sus crónicas. En algunas de sus obras, Monsiváis critica a una sociedad patriarcal y homófoba que tiende a ignorar, mirar con prejuicios y acosar a la comunidad gay mexicana y sus manifestaciones.
Al igual que Monsiváis, José Joaquín Blanco (n. 1951) es principalmente conocido como un periodista y ensayista que comenta amplia e incisivamente la escena mexicana contemporánea, particularmente la de la Ciudad de México. Incluye a la comunidad gay en sus escritos, como en su ensayo Ojos que da pánico soñar (1979), uno de los primeros textos mexicanos sobre la identidad homosexual, y Las púberes canéforas (1983), una de las cinco novelas que Blanco ha publicado hasta la fecha.
Pablo Soler Frost (n. 1965) ha publicado varias novelas homoeróticas, como Malebolge, que explora la siempre polémica relación entre el deseo homosexual y el poder, y La soldadesca ebria del emperador, ambientada en Bizancio. Esta novela describe la relación entre el emperador Miguel III y su amante, quien luego lo asesinó para ascender al trono como Basilio I.
La comunidad LGBT chicana también ha tenido una producción literaria considerable. Gloria E. Anzaldúa y Cherríe Moraga, por ejemplo, son dos importantes autoras dentro de la comunidad LGBT norteamericana, y Francisco X. Alarcón, profesor de la Universidad de California, ha publicado nueve libros de poesía.

## Música

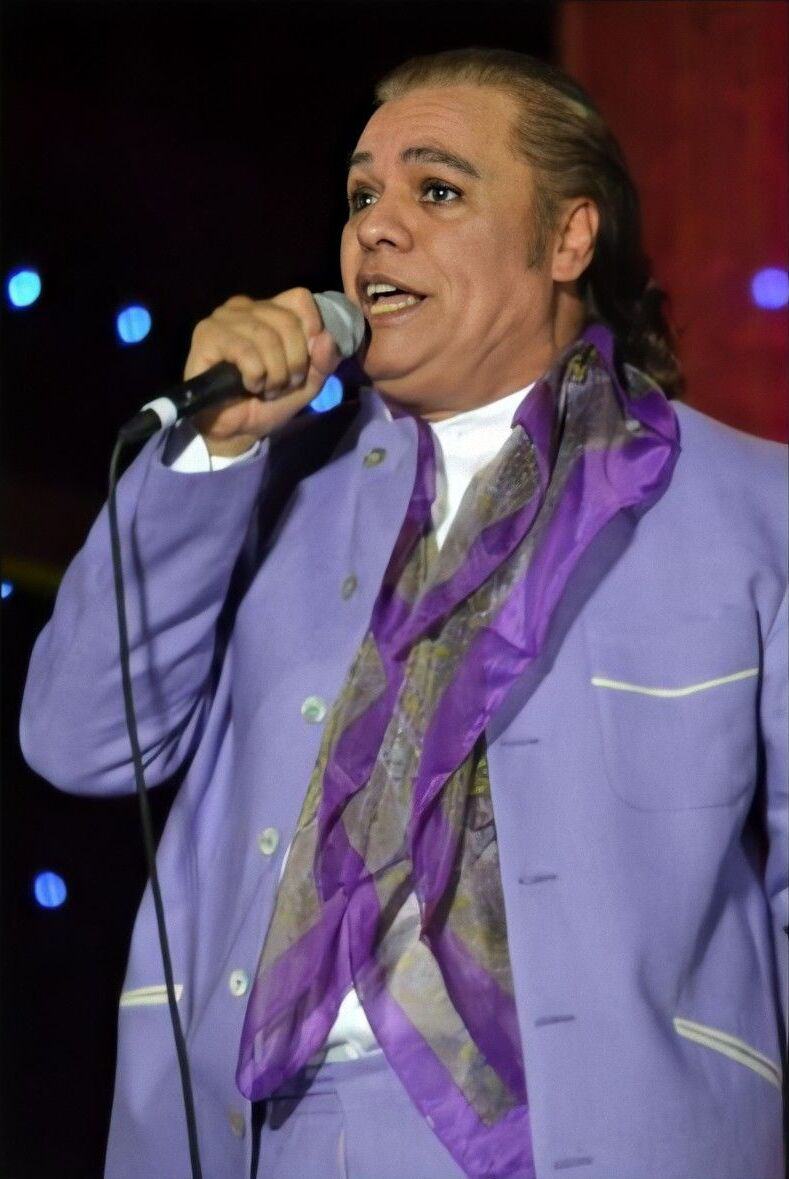
Juan Gabriel durante una presentación en 2012.

El cantante, compositor y arreglista Juan Gabriel (1950–2016) fue una de las personalidades más populares y respetadas de la música mexicana contemporánea. Sin embargo, durante años estuvo excluido de la radio y la televisión por ser homosexual. La cantante mexicana Chavela Vargas (n. 1919), tiene una de las voces más reconocibles de la música popular mexicana. Vargas fue criticada por su "comportamiento obsceno", que incluía coquetear con mujeres en la audiencia y hacer entradas espectaculares en motocicletas. En su autobiografía, Vargas relata que nunca tuvo la intención de hacer causa del lesbianismo, pero tampoco optó por ocultarlo.
El actor travesti Francis García (1958–2007) se ganaba la vida con éxito interpretando a mujeres en obras de teatro y programas de televisión. El actor abiertamente bisexual Gabriel Romero interpretó a uno de los primeros personajes abiertamente homosexuales retratados con dignidad en la televisión en español en la comedia de situación de Telemundo " Los Beltrán " nominada al premio GLAAD Media Award de 1999.
El actor, estrella del pop y exmiembro de RBD Christian Chávez (n. 1983) salió del armario en marzo de 2007 después de que un sitio web publicara fotos de él besando a otro hombre en una ceremonia civil canadiense en 2005. El eventual escándalo recibió cobertura de prensa masiva. Chávez le dijo a BBC News que no "quería seguir mintiendo" y se dirigió a sus seguidores para pedirles que no lo juzguen por ser él mismo. Chávez es uno de los pocos mexicanos famosos que son abiertamente homosexuales.
La famosa cantautora Gloria Trevi, conocida como la "Madonna de México", ha apoyado durante mucho tiempo a las personas LGBT y es considerada un ícono gay. Trevi ha dicho que se identifica con sus fanáticos homosexuales y lesbianas porque "sé lo que se siente al ser juzgada, discriminada y rechazada". Su sencillo e himno gay de 2006, "Todos me miran" trata sobre salida del armario y el travestismo. Trevi dijo que se inspiró para escribir la canción después de escuchar a un joven amigo describir los sentimientos de dolor y alienación cuando su familia conservadora descubrió que era gay. Otro ícono gay es la cantante pop Paulina Rubio, quien ha apoyado el matrimonio entre personas del mismo sexo. A fines de 2008, Rubio criticó al actor Eduardo Verástegui por animar a la gente a votar "sí" a la Propuesta 8 para prohibir el matrimonio entre personas del mismo sexo en California.
OHM es actualmente la única revista gay mexicana de alto perfil distribuida a nivel nacional. Varias reconocidas celebridades han aparecido en la portada de la revista, incluidos los actores Gael García Bernal y Luis Roberto Guzmán; los cantantes pop Belinda, Ari Borovoy y Christian Chávez; y los cantautores Miguel Bosé y Gloria Trevi, entre otros. La única revista lesbiana de México, Les Voz, se vende públicamente en la Ciudad de México, Guadalajara y Tijuana. En el resto de México solo está disponible por suscripción, debido a la falta de puntos de venta para lesbianas fuera de estos centros.

## Televisión
En México, dos canales privados compiten en dar cobertura nacional, Televisa y TV Azteca. Las temáticas relacionadas con la sexualidad se presentan ocasionalmente, principalmente en programas de entrevistas y programas periodísticos. Las cadenas mexicanas tienen una fuerte actitud de autocensura y, por lo tanto, la homosexualidad generalmente no se abordaba a menos que el programa tratara sobre el VIH/sida.
No obstante, en los últimos años se ha vuelto relativamente común incluir personajes LGBT en comedias y telenovelas mexicanas. La primera personaje LGBT en ser incluida en una telenovela popular fue una mujer lesbiana, que apareció en Nada personal, telenovela transmitida en la década de 1990. En este programa, producido por TV Azteca, la imagen positiva de la homosexualidad va acompañada de una gran crítica al sistema político mexicano.
En 1999, otra producción de TV Azteca, La vida en el espejo, mostró al actor José María Yazpik interpretando a un personaje gay, que fue reconocido por muchos críticos como el primer personaje gay retratado con dignidad en una telenovela mexicana. La misma cadena produjo personajes homosexuales similares interpretados por la actriz Margarita Gralia en Mirada de Mujer (1997), el actor Juan Pablo Medina en Cuando seas mía (2001) y el actor Juan Manuel Bernal en La heredera (2004). A mediados de 2009, la telenovela Sortilegio, producida por Televisa, abordó la bisexualidad.
Un par de meses después, se estrenó en México Los exitosos Pérez, una adaptación de la telenovela argentina de comedia dramática Los exitosos Pells. El programa de televisión gira en torno a si los homosexuales deben salir del armario o no. El actor y protagonista, Jaime Camil, criticó a la televisión mexicana por censurar sus escenas de besos con el coprotagonista masculino, José Ron.
Los programas de televisión por cable tienden a ser más abiertos cuando tratan temas LGBT. Aparte de los programas de televisión estadounidenses, como la comedia de situación Will & Grace, las serie dramáticas The L Word o Six Feet Under, el reality Queer Eye for the Straight Guy y varias producciones de MTV, la red de videos musicales afiliada a Televisa, Telehit, ha producido continuamente programas de televisión dirigidos a la comunidad LGBT desde principios de la década de 2000.
Desde Gayola, transmitida de 2001 a 2006, fue una serie de televisión mexicana de sketches cómicos que criticaba la realidad de la sociedad mexicana, abordando diversos temas como la política, la religión, la sexualidad, el espectáculo, entre otros. Producida por Horacio Villalobos, Desde Gayola contó con muchos personajes LGBT, incluidos Manigüis (Carlos Rangel), un hombre gay estereotipado que vive en la ciudad; Supermana, una superheroína transgénero, interpretada por la actriz transgénero Daniel Vives, que se ocupa de los problemas de las mujeres; La Tesorito, interpretada por la actriz transgénero Alejandra Bogue, parodia de la conductora de televisión y actriz Laura León; Pita Amor, interpretada por el actor Miguel Romero, y Mama Mela, interpretada por el actor Javier Yépez.
Otro destacado programa de televisión producido por Telehit es Guau!, que fue conducido por Álex Kaffie, Lorena Fernández y Sergio Téllez. Lanzado a finales de 2005, Guau! era a menudo considerado el único programa de televisión mexicano totalmente gay.
En 2023 llega a México la edición mexicana del famoso reality RuPaul's Drag Race, llamado Drag Race México. Show centrado en la cultura drag mexicana.